# Бабугандж
Бабугандж (бенг. বাবুগঞ্জ, англ. Babuganj) — город на юге Бангладеш, административный центр одноимённого подокруга. Площадь города равна 2,09 км². По данным переписи 2001 года, в городе проживало 2997 человек, из которых мужчины составляли 49,68 %, женщины — соответственно 50,32 %. Уровень грамотности населения составлял 47,4 % (при среднем по Бангладеш показателе 43,1 %).